# أنتوني شاي
أنتوني شاي (بالإنجليزية: Anthony Shay)‏ هو راقص أمريكي، ولد في 1936.